# Banknock
Banknock (Baile nan Cnoc in lingua gaelica scozzese) è una località della Scozia, situata nell'area di consiglio di Falkirk.